# Kokawa Liptowska
Kokawa Liptowska (słow. Liptovská Kokava) – wieś słowacka (obec) położona nad Białą Liptowską (na przeciwległym brzegu znajduje się Przybylina), na Liptowie, w kraju żylińskim, w powiecie Liptowski Mikułasz. Leży na wysokości około 796 m n.p.m. u południowych stóp Tatr.
Pierwsze wzmianki o wsi pochodzą z 1469 r., gdzie wspomina się ją jako Male Dovalovo. Natomiast pierwszy raz wymieniono ją jako Kokava w roku 1588. Kokawa Liptowska była niegdyś drugim obok Przybyliny centrum pasterstwa tatrzańskiego na Liptowie, posiadała 40 km² pastwisk. Po dawnym pasterstwie pozostały w Tatrach nazwy niektórych miejsc, np. Zawrat Kokawski, Kokawskie Ogrody. We wsi stoją dwa kościoły: katolicki z 1825 r. i ewangelicki z 1923 r. Na miejscowym cmentarzu znajdują się liczne groby powstańców i partyzantów słowackich z okresu II wojny światowej.